# Guivi Sissaouri
 (juillet 2011).
Si vous disposez d'ouvrages ou d'articles de référence ou si vous connaissez des sites web de qualité traitant du thème abordé ici, merci de compléter l'article en donnant les références utiles à sa vérifiabilité et en les liant à la section « Notes et références ».
Guivi Sissaouri (né le 15 avril 1971 à Tbilissi, en Géorgie) est un lutteur canadien vivant à Montréal. Il commence à lutter à l'âge de 10 ans. Il mesure 160 cm et pèse 60 kg.
Sissaouri a gagné la médaille d'argent de lutte libre aux Jeux olympiques d'été de 1996 à Atlanta dans la classe des 57 kg,,, puis l'or aux championnats du monde des 58 kg[Laquelle ?] en 2001 à Sofia en Bulgarie.